# Steinbourg
Steinbourg település Franciaországban, Bas-Rhin megyében. Lakosainak száma 1928 fő (2022. január 1.). Steinbourg Dossenheim-sur-Zinsel, Waldolwisheim, Dettwiller, Ernolsheim-lès-Saverne, Hattmatt, Monswiller és Saint-Jean-Saverne községekkel határos.

## Népesség
A település népessége az elmúlt években az alábbi módon változott:
| Lakosok száma | 2008 | 2023 | 2051 | 1991 | 1965 | 1940 | 1934 | 1926 | 1928 |
|               | 2013 | 2015 | 2016 | 2017 | 2018 | 2019 | 2020 | 2021 | 2022 |